# Solhan Spor Kulübü
il Solhan Spor Kulübü è una società pallavolistica maschile turca, con sede a Solhan: milita nel campionato turco di Voleybol 1. Ligi.

## Storia
Il Solhan Spor Kulübü viene fondato nel 2013 e in soli due anni raggiunge la Voleybol 1. Ligi, serie cadetta del campionato turco. Partecipa in diverse occasioni ai play-off promozione e, nel campionato 2019-20, in seguito all'interruzione dei campionati a causa della pandemia da COVID-19 in Turchia, viene ripescato in Efeler Ligi, dove esordisce nella stagione seguente.
Dopo due annate in Efeler Ligi, nel 2022 retrocede in serie cadetta.